# (2598) Merlin
(2598) Merlin és un asteroide que pertany al cinturó d'asteroides, descobert el 7 de setembre de 1980 per Edward Bowell des de l'Estació Anderson Mesa (comtat de Coconino, prop de Flagstaff, Arizona, Estats Units).

## Designació i nom
Designat provisionalment com 1980 RY. És membre de la família asteroidal Dora. Va rebre el nom Merlin en honor de Merlí famós mag gal·lès i figura central del cicle artúric.